# 해럴드 2세
고드윈의 아들 해럴드(고대 영어: Harold Godƿinson, 영어: Harold Godwinson) 또는 해럴드 2세(Harold II, 1022년경 ~ 1066년 10월 14일)은 잉글랜드 왕국 웨식스 왕조의 마지막 왕이다. 해럴드의 통치 기간은 1066년 1월부터 노르만인을 이끌고 잉글랜드로 침입한 윌리엄과 헤이스팅스에서 싸워 전사한 1066년 10월 14일까지이다. 최근에 러시아 정교회에서는 해럴드를 순교자로 인정하였다.

## 집안 배경
해럴드는 당시 강력한 권력을 가지고 있던 웨섹스 백작 고드윈과 위타 토르켈스도티르 사이에서 태어났다. 그의 아버지 고드윈은 슬하에 많은 아이들을 두었는데, 아들로는 스벤, 해럴드, 토스티그, 위타, 레오프와인 등이 있었고, 딸로는 후에 참회왕 에드워드의 아내가 되는 이디스를 두었다.

## 권력 승계
여동생 이디스가 에드워드와 결혼한 이후인 1045년 해럴드는 이스트 엥글리아의 백작으로 봉해졌다. 1051년 에드워드가 고드윈 일파를 추방함에 따라 해럴드는 아버지와 함께 쫓겨나는 처지가 되나 얼마 후 세력 회복에 성공한다. 아버지가 1053년에 세상을 떠나자 해럴드는 아버지의 웨식스 백작위를 승계하는데, 당시 웨식스가 잉글랜드 본토에서 차지하는 영향력을 감안하였을 때 백작위의 승계는 그가 왕에 버금가는 세력을 가지게 되었음을 의미하였다.
1058년, 해러포드 백작을 겸하게 된 해럴드는 이후 잉글랜드에서 노르만 세력이 강해지는 것을 지속적으로 견제하였다. 그는 1062년과 1063년 웨일스의 마지막 왕자 리웰린 압 그루퍼드가 반란을 일으키자 전쟁에 참여하여 공을 세웠고, 1063년 그루퍼드가 자신의 부하에게 살해되자 잔존 세력들을 격파하고 웨일스의 통치권을 회복하였다.

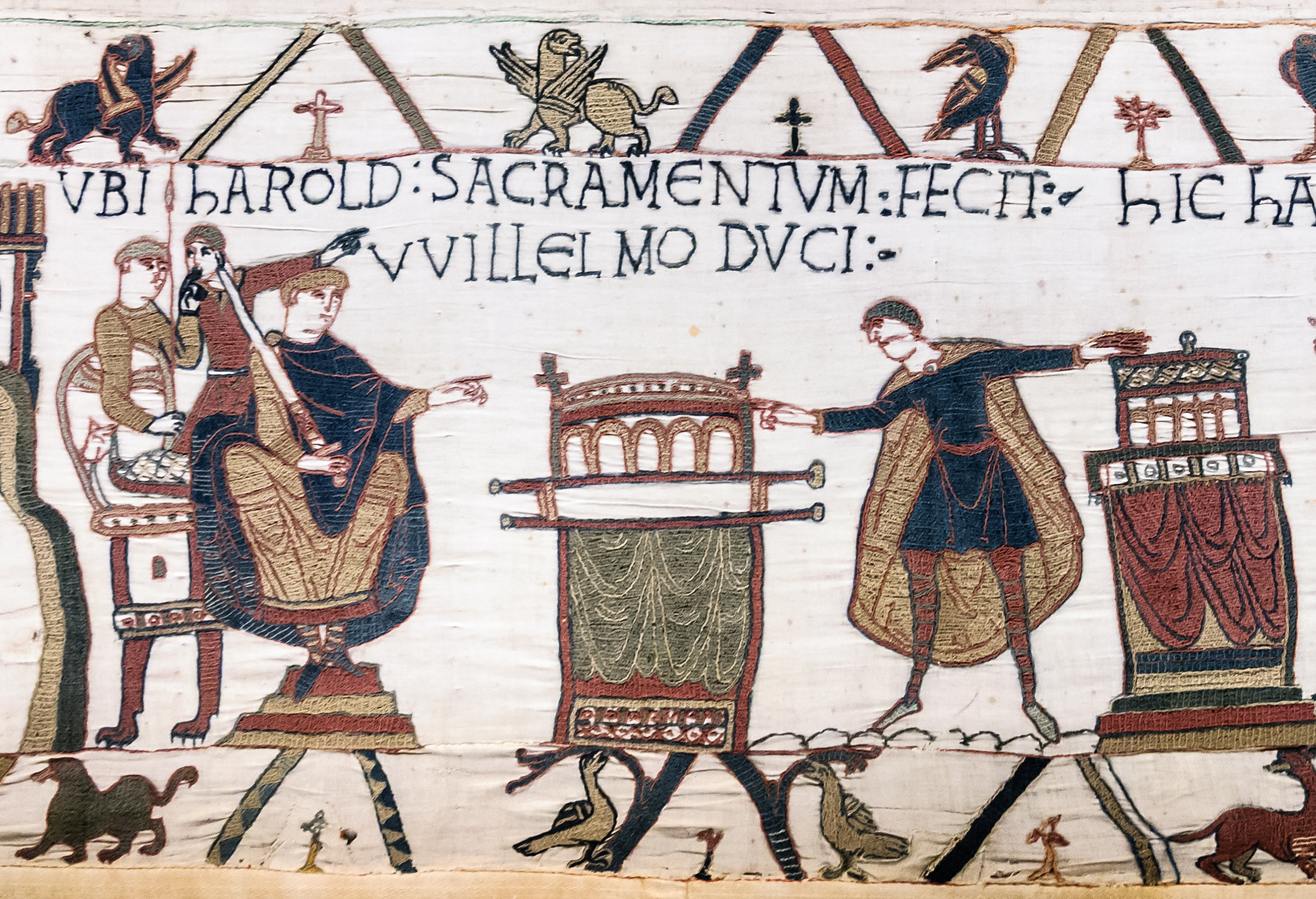
Harold Sacramentum Fecit Willelmo Duci (윌리엄에게 충성을 서약하는 해럴드). 바이외 태피스트리

1064년 해럴드는 퐁티외 근방에서 배가 난파하는 사고를 겪었다. 그가 왜 항해를 떠났는지에 관하여 여러 가지 설이 존재하는데, 윌리엄의 노르만 침공 이전의 연대기에서는 캔터베리의 대주교였던 로버트를 에드워드가 노르망디로 파견했으며, 노르망디공 윌리엄을 그의 후계자로 내정했다고 한다. 즉, 해럴드는 윌리엄에 대한 충성 맹세를 하기 위하여 노르망디로 가던 중이었다는 것이다. 뒤의 노르만 연대기들은 해럴드의 여행에 관한 다른 의견을 제시하는데, 해럴드는 1051년 아버지인 고드윈이 추방당했을 때 포로로 잡혔던 동생인 울프노트와 사촌동생 하콘을 만날 목적이었다는 것이다. 또다른 연대기 작가는 해럴드가 단순히 사냥을 나갔다가 조난 당했다고 말하기도 한다. 하지만 그가 보스햄에서 출발하여 귀도 백작의 영지인 퐁티외에 상륙했고 포로로 잡혔다는 것에는 모두가 동의한다. 윌리엄 공작은 해럴드가 생포된 후에 도착하여 그를 풀어주도록 지시하였다.
해럴드는 이후 윌리엄의 군대를 따라 그의 적이던 브르타뉴 공작 코난 2세와의 전투에 참전한다. 그들은 코난의 군대를 돌드브르타뉴와 렌에서 격파하였고 디낭에서 그를 생포하는 데 성공한다. 윌리엄은 해럴드의 무공을 칭찬하며 무기와 갑옷을 하사했고, 그를 봉신으로 삼아 기사 작위를 내렸다. 바이외 태피스트리와 다른 노르만 연대기에서는 당시 해럴드가 성(聖)유물을 놓고 윌리엄에 대한 충성맹세를 했다고 한다. 같은 연대기는 이후 해럴드가 헤이스팅스 전투에서 패배하여 전사한 것을 두고 맹세를 깨뜨린 벌을 받은 것이라고 적었다.
연대기 작가인 오더릭 바이테일리스는 “이 잉글랜드 남자는 매우 큰 키에 잘생긴 외모를 가지고 있었다, 놀랄 만한 완력을 소유하고 있었고, 다른 사람을 움직이는 능력 또한 가지고 있었다. (...) 하지만 이러한 능력도 그에게 왕위를 가져오지는 못하였다.”라고 적었다.
토스티그에 의한 부당한 세금 징수가 내전을 불러오자, 해럴드는 당시 반란을 일으킨 노섬브리아를 지원하였다. 이러한 행위는 에드워드의 후계자로서는 당연한 일이었으나, 그의 집안을 완전히 분열시키는 결과를 가져왔다. 이후 토스티그는 노르웨이의 왕인 하랄 3세와 동맹을 맺었다.

## 왕으로서의 통치
1065년에 참회왕 에드워드는 그의 후계를 명확하게 밝히지 않은 채로 혼수상태에 빠졌다. 〈에드워드 왕의 생애〉에 따르면, 1066년 1월 5일, 왕은 세상을 떠났다. 잠시 의식이 돌아왔을 때 그는 해럴드를 지목하며 그에게 왕국과 왕비를 보호해줄 것을 부탁하였다고 한다. 바이외 태피스트리에서도 에드워드가 해럴드라고 생각되는 인물을 지목하는 장면이 묘사되어 있지만, 이러한 시점에서 에드워드의 의도는 매우 불분명하다. 다음날 위게나모트가 열렸을 때 회의에서는 해럴드를 에드워드의 계승자로 추대했다. 그리고 그의 대관식은 1월 6일에 이루어졌다. 웨스트민스터 사원에서 행해졌을 것이라 여겨지나, 확실한 증거는 없다.
얼마 후 해럴드가 잉글랜드의 왕위를 차지하였다는 소식을 들은 노르망디공 윌리엄은 즉시 디브-쉬르-메르에서 700여 척의 전함을 건조하여 노르망디로 보낼 것을 지시하는 등 잉글랜드 침공을 준비하기 시작하였다. 또한 그는 해럴드를 퐁티외에서 구해준 다음에 해럴드가 성(聖)유물을 두고 그에 대한 충성을 맹세했다는 것을 널리 알렸는데, 이를 듣고 많은 수의 귀족이 윌리엄에게 지원을 약속하였다.
윌리엄의 침공 준비를 접한 해럴드는 와이트 섬으로 자신의 주력 부대를 이동시켰다, 하지만 당시 윌리엄은 기상 상황이 악화되어 출항을 연기할 수밖에 없는 상황이었다. 9월 8일에 보급상황이 악화된 해럴드는 군대를 물려 런던으로 돌아갔다. 같은날, 노르웨이와 덴마크의 왕 하랄 3세가 잉글랜드의 왕위를 요구하며 침공을 개시했다. 하랄의 군대는 토스티그의 군대와 합류하여 타인 강 부근에 상륙하였다.
그러나 9월 20일, 요크셔 부근까지 내려온 하랄과 토스티그의 군대는 머시아 백작 에드윈과 노섬브리아 백작 모르카가 이끄는 부대에게 풀포드에서 패배하였고, 5일 후 스탬퍼드브리지에서 벌어진 전투에서 모두 전사하였다.

## 헤이스팅스 전투
9월 12일에 윌리엄의 군대는 출항했다. 나쁜 기상 상황으로 인하여 배 몇 척이 난파되었고, 윌리엄의 함대는 생-발레히-쉬흐-솜므에서 바람이 바뀌기를 기다리기로 하였다. 27일 노르만 함대는 다시 출항하여 같은날 상에 약 7천 명의 군대를 상륙시키는 데 성공했다. 이러한 소식을 들은 해럴드는 급히 군대를 모아 헤이스팅스 근처에 토루를 축조하도록 명령하였다. 이후 양 군대는 10월 14일 헤이스팅스에서 조금 떨어진 센락 언덕에서 전투를 벌였다. 9시간에 걸친 전투 끝에 해럴드는 전사하였고, 그의 부대는 궤주하였다. 해럴드의 형제인 지타와 레오프와인도 이 전투에서 전사하였다.

## 죽음

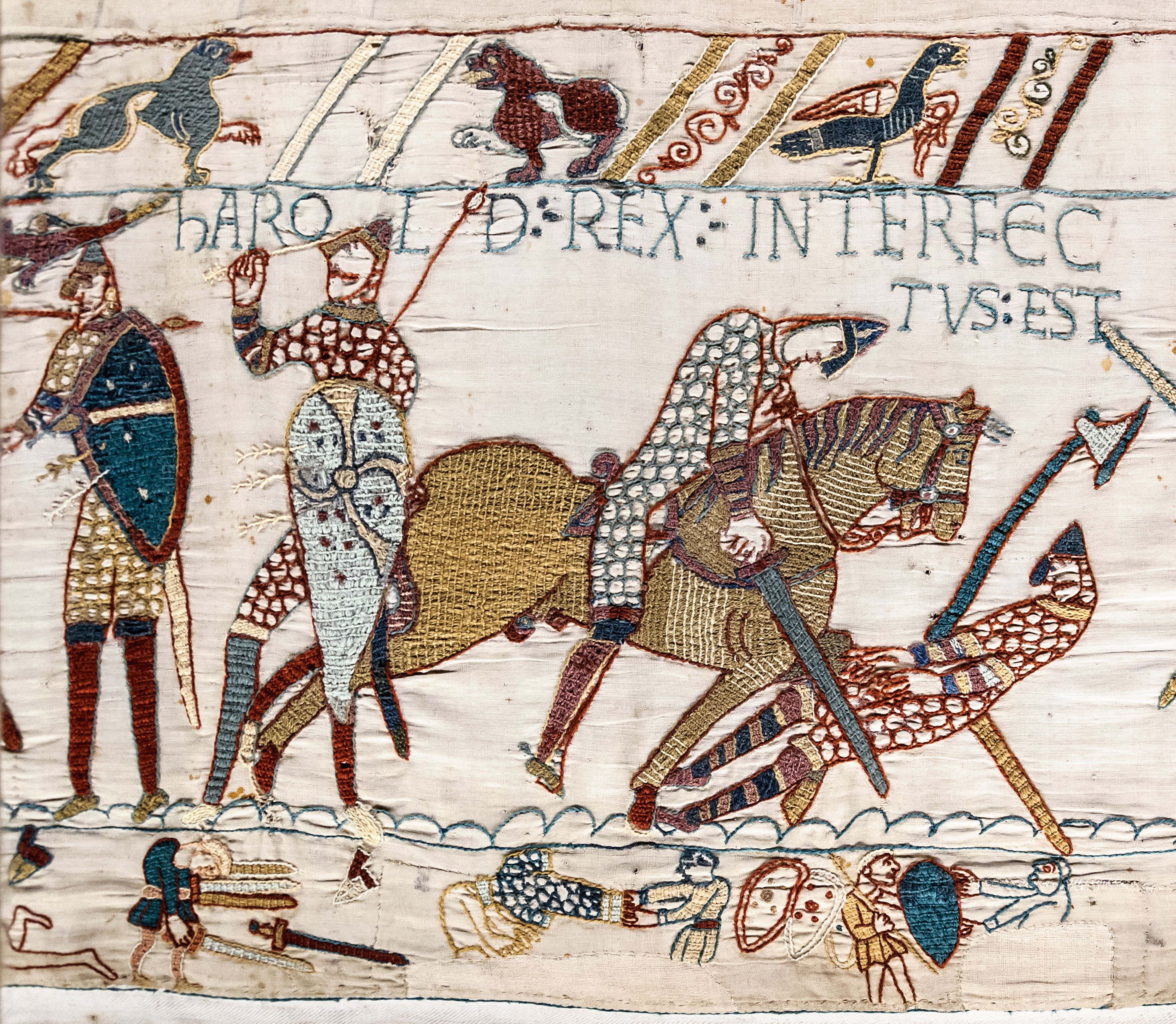
해럴드가 눈에 화살을 맞고 죽었다는 전통적인 견해를 보여주는 그림, 주석은 Harold Rex Interfectus Est 즉 "해럴드 왕은 전사하였다"이다.

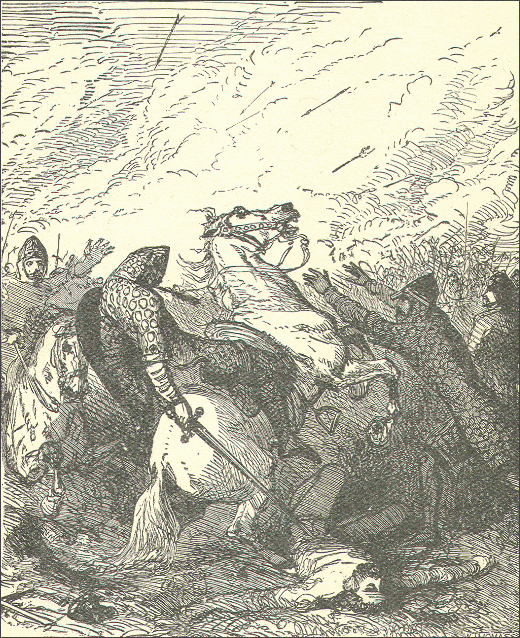
해럴드 고드윈의 죽음

그의 죽음에 관해서는 두 가지 의견이 존재한다. 우선 〈헤이스팅스 전투 서사시〉의 저자인 아미앵 주교 귀도는 해럴드가 윌리엄을 포함한 네 명의 기사에게 살해당했으며, 그의 시신은 심하게 훼손되었다고 적고 있다. 이보다 약 30여 년 후의 작가인 몬테카시노의 아마튀스는 〈노르만의 역사〉에서 해럴드가 눈에 화살을 맞고 사망했다고 주장한다. 다른 사료인 바이외 태피스트리는 “해럴드 왕은 전사하였다.”라는 주석과 함께 눈에 화살을 맞은 기사의 모습을 묘사하였는데, 몇몇 역사가는 그 기사가 아니라 옆에 쓰러져 있는 사람이 해럴드 고드윈이라고 주장하기도 한다.

## 매장
해럴드는 그의 두 형제와 함께 발견되었다. 시신의 훼손 상태는 매우 심각했으며, 특히 얼굴은 끔찍할 만큼 망가져 있어, 시신의 특정한 부분으로만 그들을 식별할 수 있었다. 그들의 시체는 공작의 진영으로 운반되었고, 공작은 기욤 말레라는 사람에게 매장할 것을 지시하였다. 윌리엄은 해럴드의 어머니가 아들의 시체를 얻기 위해서라면 많은 비용을 지불할 용의가 있다는 것을 알고 있었지만, 그것을 허락하지 않았다. 윌리엄은 자신의 탐욕으로 인하여 수많은 사람을 죽인 자가 편안하게 묻히는 것은 옳지 못하다고 여긴 것이다.
다른 사료는 그의 또다른 부인인 '고니목' 에디스가 해럴드의 시신을 확인하기 위하여 윌리엄에게 불려왔을 때, 그녀만이 알아볼 수 있는 표식을 해럴드의 시신에 해놓았으며 따로 은밀한 곳에 매장하였다고 적고 있다. 1954년 해럴드의 고향인 보스햄의 교회에서 앵글로 색슨식으로 만들어진 관이 발견되었는데, 이 시체가 바로 해럴드라는 추측을 가져왔다. 그러나 2003년 12월에 시신에 대한 검시 요청은 보스햄이 속해 있던 친체스터 교구로부터 거부되었다. 그전에 이루어졌던 검시에서는 시체가 남자의 것이고, 60살이 넘은 것으로 추정되며, 대체적으로 해럴드의 시신에 대한 기록과 일치하는 것으로 밝혀졌다. 또한 보스헴 교회가 친체스터 항구에서 불과 몇야드 떨어지지 않은 곳에 위치하고 있으며, 영국 해협에서도 가까운 곳이라는 사실이 관에 들어 있는 시체가 해럴드의 것이라는 주장을 뒷바침하는데, 이는 프와티에의 기욤이 그의 저작에서 해럴드의 시체가 바다 근처에 묻혔다고 기록하였기 때문이다.
그가 1060년에 개축했던 월셤 수도원에서 그가 죽은 후에 제대로 된 장례식을 치러 매장했다는 의견이 있다. 또한 헨리 1세가 월셤 수도원에서 해럴드라는 이름의 묘지기 노인을 만났으며, 그 노인이 사실은 해럴드의 유복자인 해럴드 해럴드슨이었다는 전설도 있다.

## 해럴드의 가족

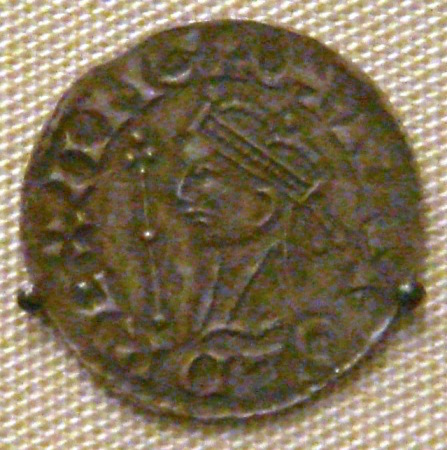
해럴드 2세가 새겨진 동전 대영박물관 소재

20살이 넘은 이후에 해럴드는 덴마크의 관습에 따라 고니목 에디스와 결혼하였고, 슬하에 여섯 명의 자녀를 두었다.
오더릭 바이테일리스에 따르면, 해럴드는 노르망디공 윌리엄의 딸인 아델리자와 약혼했다고 한다. 물론 그 약혼이 결혼까지 이어지지는 못했다.
1066년 1월에 해럴드는 머시아 백작 엘프가의 딸인 에디스와 결혼하였다, 그녀는 웨일스의 마지막 왕자이자 얼마전 있었던 반란에서 부하에게 암살당한 리웰린 압 그루퍼드의 미망인이었다. 이 결혼에서 그는 해럴드(해럴드슨)와 울프(Ulf)라는 쌍둥이 아들을 두었다.
남편이 죽은 이후, 에디스는 그녀의 오빠들인 머시아 백작 에드원과 노섬브리아의 모르카에게 의탁하였으나, 그들은 얼마 후 윌리엄에 대한 반란을 일으켰고 수감되었다. 이후 그녀는 해럴드의 어머니와 함께 외국으로 망명하였다.
해럴드의 딸인 웨식스의 위타는 블라디미르 모노마흐와 결혼하였다.
해럴드의 아들인 울프와 노섬브리아 백작 모르카 등은 윌리엄이 1087년에 죽자 석방되었고, 윌리엄의 아들인 로베르 2세의 가신으로 들어갔다. 그들에 대한 이후의 기록은 남아 있지 않다.
해럴드의 또다른 아들인 고드윈과 마그누스는 헤이스팅스 전투 이후 아일랜드의 랜스터로 도주하였다가 디어마이트 맥 메이의 지원을 얻어 1068년과 1069년에 걸쳐 잉글랜드를 침략하였다. 그러나 공격은 실패하였고 이후 아일랜드에서 은둔하며 살다가 죽었다.
그 후에 해럴드의 혈통은 에드워드 2세가 위타의 후손인 이사벨라를 부인으로 맞음으로써 다시 영국 왕실에 이어지게 된다.

### 가계도
|             |             |             |             |                   |                   |                   |                   |                   |                   |                 |                 | 고드윈 (1001년 ~ 1053년) | 고드윈 (1001년 ~ 1053년) | 고드윈 (1001년 ~ 1053년) | 고드윈 (1001년 ~ 1053년) | 고드윈 (1001년 ~ 1053년) | 고드윈 (1001년 ~ 1053년) |               |               | 위타 토르켈스도티르 | 위타 토르켈스도티르 | 위타 토르켈스도티르 | 위타 토르켈스도티르 | 위타 토르켈스도티르 | 위타 토르켈스도티르 |                 |                 |                          |                          |                          |                          |                          |                          |                 |                 |                                 |                                 |                                 |                                 |                                 |                                 |                 |                 |                          |                          |                          |                          |                                                                   |                                                                   |                                                                   |                                                                   |                                                                   |                                                                   |                        |                        |                        |                        |
|             |             |             |             |                   |                   |                   |                   |                   |                   |                 |                 | 고드윈 (1001년 ~ 1053년) | 고드윈 (1001년 ~ 1053년) | 고드윈 (1001년 ~ 1053년) | 고드윈 (1001년 ~ 1053년) | 고드윈 (1001년 ~ 1053년) | 고드윈 (1001년 ~ 1053년) |               |               | 위타 토르켈스도티르 | 위타 토르켈스도티르 | 위타 토르켈스도티르 | 위타 토르켈스도티르 | 위타 토르켈스도티르 | 위타 토르켈스도티르 |                 |                 |                          |                          |                          |                          |                          |                          |                 |                 |                                 |                                 |                                 |                                 |                                 |                                 |                 |                 |                          |                          |                          |                          |                                                                   |                                                                   |                                                                   |                                                                   |                                                                   |                                                                   |                        |                        |                        |                        |
|             |             |             |             |                   |                   |                   |                   |                   |                   |                 |                 |                          |                          |                          |                          |                          |                          |               |               |                     |                     |                     |                     |                     |                     |                 |                 |                          |                          |                          |                          |                          |                          |                 |                 |                                 |                                 |                                 |                                 |                                 |                                 |                 |                 |                          |                          |                          |                          |                                                                   |                                                                   |                                                                   |                                                                   |                                                                   |                                                                   |                        |                        |                        |                        |
|             |             |             |             |                   |                   |                   |                   |                   |                   |                 |                 |                          |                          |                          |                          |                          |                          |               |               |                     |                     |                     |                     |                     |                     |                 |                 |                          |                          |                          |                          |                          |                          |                 |                 |                                 |                                 |                                 |                                 |                                 |                                 |                 |                 |                          |                          |                          |                          |                                                                   |                                                                   |                                                                   |                                                                   |                                                                   |                                                                   |                        |                        |                        |                        |
| 스벤 고드윈 | 스벤 고드윈 | 스벤 고드윈 | 스벤 고드윈 | 스벤 고드윈       | 스벤 고드윈       |                   |                   | '고니목' 에디스   | '고니목' 에디스   | '고니목' 에디스 | '고니목' 에디스 | '고니목' 에디스          | '고니목' 에디스          |                          |                          | 해럴드 고드윈            | 해럴드 고드윈            | 해럴드 고드윈 | 해럴드 고드윈 | 해럴드 고드윈       | 해럴드 고드윈       |                     |                     | 머시아의 에디스     | 머시아의 에디스     | 머시아의 에디스 | 머시아의 에디스 | 머시아의 에디스          | 머시아의 에디스          |                          |                          | 토스티그 고드윈          | 토스티그 고드윈          | 토스티그 고드윈 | 토스티그 고드윈 | 토스티그 고드윈                 | 토스티그 고드윈                 |                                 |                                 | 웨식스의 에디스                 | 웨식스의 에디스                 | 웨식스의 에디스 | 웨식스의 에디스 | 웨식스의 에디스          | 웨식스의 에디스          |                          |                          | 참회왕 에드워드 (1004년 ~ 1066년) 잉글랜드의 왕 (1042년 ~ 1066년) | 참회왕 에드워드 (1004년 ~ 1066년) 잉글랜드의 왕 (1042년 ~ 1066년) | 참회왕 에드워드 (1004년 ~ 1066년) 잉글랜드의 왕 (1042년 ~ 1066년) | 참회왕 에드워드 (1004년 ~ 1066년) 잉글랜드의 왕 (1042년 ~ 1066년) | 참회왕 에드워드 (1004년 ~ 1066년) 잉글랜드의 왕 (1042년 ~ 1066년) | 참회왕 에드워드 (1004년 ~ 1066년) 잉글랜드의 왕 (1042년 ~ 1066년) |                        |                        |                        |                        |
| 스벤 고드윈 | 스벤 고드윈 | 스벤 고드윈 | 스벤 고드윈 | 스벤 고드윈       | 스벤 고드윈       |                   |                   | '고니목' 에디스   | '고니목' 에디스   | '고니목' 에디스 | '고니목' 에디스 | '고니목' 에디스          | '고니목' 에디스          |                          |                          | 해럴드 고드윈            | 해럴드 고드윈            | 해럴드 고드윈 | 해럴드 고드윈 | 해럴드 고드윈       | 해럴드 고드윈       |                     |                     | 머시아의 에디스     | 머시아의 에디스     | 머시아의 에디스 | 머시아의 에디스 | 머시아의 에디스          | 머시아의 에디스          |                          |                          | 토스티그 고드윈          | 토스티그 고드윈          | 토스티그 고드윈 | 토스티그 고드윈 | 토스티그 고드윈                 | 토스티그 고드윈                 |                                 |                                 | 웨식스의 에디스                 | 웨식스의 에디스                 | 웨식스의 에디스 | 웨식스의 에디스 | 웨식스의 에디스          | 웨식스의 에디스          |                          |                          | 참회왕 에드워드 (1004년 ~ 1066년) 잉글랜드의 왕 (1042년 ~ 1066년) | 참회왕 에드워드 (1004년 ~ 1066년) 잉글랜드의 왕 (1042년 ~ 1066년) | 참회왕 에드워드 (1004년 ~ 1066년) 잉글랜드의 왕 (1042년 ~ 1066년) | 참회왕 에드워드 (1004년 ~ 1066년) 잉글랜드의 왕 (1042년 ~ 1066년) | 참회왕 에드워드 (1004년 ~ 1066년) 잉글랜드의 왕 (1042년 ~ 1066년) | 참회왕 에드워드 (1004년 ~ 1066년) 잉글랜드의 왕 (1042년 ~ 1066년) |                        |                        |                        |                        |
|             |             |             |             |                   |                   |                   |                   |                   |                   |                 |                 |                          |                          |                          |                          |                          |                          |               |               |                     |                     |                     |                     |                     |                     |                 |                 |                          |                          |                          |                          |                          |                          |                 |                 |                                 |                                 |                                 |                                 |                                 |                                 |                 |                 |                          |                          |                          |                          |                                                                   |                                                                   |                                                                   |                                                                   |                                                                   |                                                                   |                        |                        |                        |                        |
|             |             |             |             |                   |                   |                   |                   |                   |                   |                 |                 |                          |                          |                          |                          |                          |                          |               |               |                     |                     |                     |                     |                     |                     |                 |                 |                          |                          |                          |                          |                          |                          |                 |                 |                                 |                                 |                                 |                                 |                                 |                                 |                 |                 |                          |                          |                          |                          |                                                                   |                                                                   |                                                                   |                                                                   |                                                                   |                                                                   |                        |                        |                        |                        |
|             |             |             |             |                   |                   |                   |                   |                   |                   |                 |                 |                          |                          |                          |                          |                          |                          |               |               |                     |                     |                     |                     |                     |                     |                 |                 |                          |                          |                          |                          |                          |                          |                 |                 |                                 |                                 |                                 |                                 |                                 |                                 |                 |                 |                          |                          |                          |                          |                                                                   |                                                                   |                                                                   |                                                                   |                                                                   |                                                                   |                        |                        |                        |                        |
|             |             |             |             |                   |                   |                   |                   |                   |                   |                 |                 |                          |                          |                          |                          |                          |                          |               |               |                     |                     |                     |                     |                     |                     |                 |                 |                          |                          |                          |                          |                          |                          |                 |                 |                                 |                                 |                                 |                                 |                                 |                                 |                 |                 |                          |                          |                          |                          |                                                                   |                                                                   |                                                                   |                                                                   |                                                                   |                                                                   |                        |                        |                        |                        |
|             |             |             |             | 고드윈 (1049년생) | 고드윈 (1049년생) | 고드윈 (1049년생) | 고드윈 (1049년생) | 고드윈 (1049년생) | 고드윈 (1049년생) |                 |                 | 에드문드 (1049년생)      | 에드문드 (1049년생)      | 에드문드 (1049년생)      | 에드문드 (1049년생)      | 에드문드 (1049년생)      | 에드문드 (1049년생)      |               |               | 마그누스 (1051년생) | 마그누스 (1051년생) | 마그누스 (1051년생) | 마그누스 (1051년생) | 마그누스 (1051년생) | 마그누스 (1051년생) |                 |                 | 군힐드 (1055년 ~ 1097년) | 군힐드 (1055년 ~ 1097년) | 군힐드 (1055년 ~ 1097년) | 군힐드 (1055년 ~ 1097년) | 군힐드 (1055년 ~ 1097년) | 군힐드 (1055년 ~ 1097년) |                 |                 | 웨식스의 지타 (1053년 ~ 1098년) | 웨식스의 지타 (1053년 ~ 1098년) | 웨식스의 지타 (1053년 ~ 1098년) | 웨식스의 지타 (1053년 ~ 1098년) | 웨식스의 지타 (1053년 ~ 1098년) | 웨식스의 지타 (1053년 ~ 1098년) |                 |                 | 해럴드 (1067년 ~ 1098년) | 해럴드 (1067년 ~ 1098년) | 해럴드 (1067년 ~ 1098년) | 해럴드 (1067년 ~ 1098년) | 해럴드 (1067년 ~ 1098년)                                          | 해럴드 (1067년 ~ 1098년)                                          |                                                                   |                                                                   | 울프 (1067년 ~ 1087년)                                            | 울프 (1067년 ~ 1087년)                                            | 울프 (1067년 ~ 1087년) | 울프 (1067년 ~ 1087년) | 울프 (1067년 ~ 1087년) | 울프 (1067년 ~ 1087년) |